# ISO 19107
Lo standard ISO19107 - Schema spaziale fa parte degli standard prodotti da ISO/TC211 e definisce schemi concettuali per la descrizione delle caratteristiche spaziali degli elementi geografici, ed un insieme di operazioni nello spazio coerenti con tali schemi. Gestisce geometria vettoriale e topologica fino a tre dimensioni. 
Definisce operazioni standard da utilizzare nelle fasi di accesso, interrogazione, gestione, elaborazione e scambio di dati relativi alle informazioni geografiche per oggetti nello spazio (geometrici e topologici) fino a tre dimensioni, rappresentate in coordinate spaziali fino a tre assi.
La norma italiana UNI-EN-ISO19107 Archiviato il 27 settembre 2007 in Internet Archive. è la versione ufficiale in lingua inglese della norma europea EN ISO 19107 (edizione gennaio 2005).